# العهد (الكتاب المقدس)
أشار الكتاب العبري إلى عدد من العهود ((بالعبرية: בְּרִיתוֹת‏)) مع الإله يهوه، من بينها عهد نوح الذي جاء في سفر التكوين، الذي كان بين يهوه وجميع المخلوقات، بالإضافة إلى عدد من العهود الأخرى مع إبراهيم ومع بيت إسرائيل وبيت يهوذاإرميا 31: 30-33 والكهنة الهارونيين وملوك بيت داود. من حيث الشكل والمصطلح، تعكس هذه المواثيق أنواع اتفاقيات المعاهدات في العالم القديم.

## عهود الكتاب المقدس

### عدد العهود

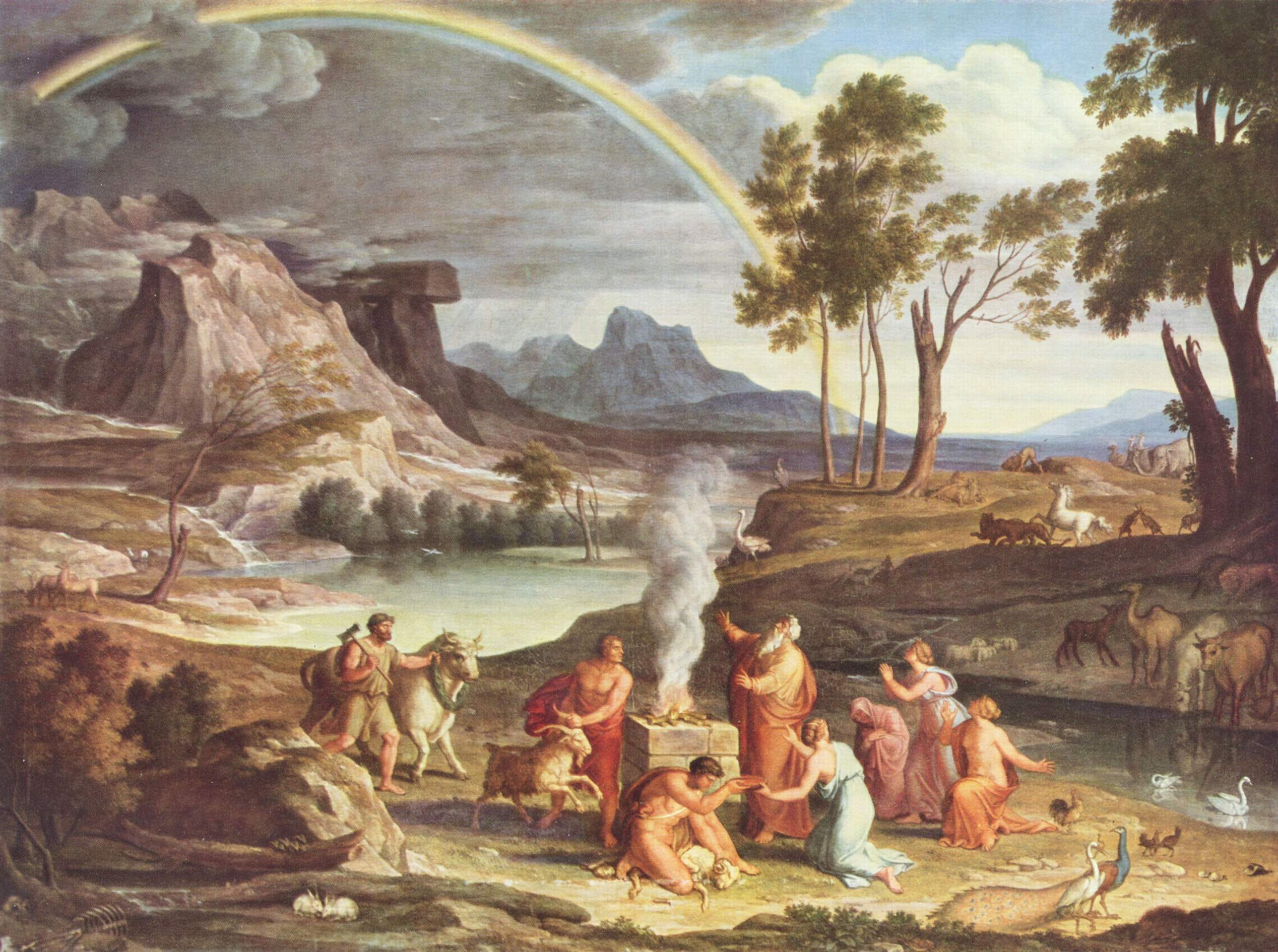
لوحة شكر نوح للهدية (1803م) للرسام جوزيف أنطون كوخ التي تصور نوح يبني مذبحًا للربّ بعد النجاة من الطوفان؛ والرب يُرسل قوس قزح كشاهد على العهد.

لدى دارسي الكتاب المقدس آراء مختلفة تمامًا حول عدد العهود الرئيسية الموجودة بين الله والبشر، حيث تتراوح عددها من واحد إلى اثني عشر عهدًا. (انظر لاهوت العهود) يُصنّف بعض العلماء تلك العهود المزعومة إلى صنفين: عهد وعد أو عهد مُلزم كالقانون. يتضمن الصنف الأول قسمًا من الله – وعد من الله وليس أمرًا منه –، بينما يُحمل الصنف الثاني في الكتاب المقدس صفة القانون أو "الشريعة" المُلزمة.

### العهد مع نوح
كان عهد يهوه لنوح تكوين 9: 1-17 يشمل البشر وكل ذي حياة. في هذ العهد الذي شمل كل الخلائق، قطع يهوه عهدًا أنه لن يُدمّر الحياة على الأرض بفيضان مجددًا، وخلق قوس قزح كشاهد على عهده الدائم لكل مخلوقات الأرض الحية.
كان على نوح وبنيه أن يتناسلوا، وألا يسفكوا دم إنسان لأن يهوه خلق الإنسان على صورته. ورغم أنه مُحرّم على اليهود أكل اللحوم التي بها دم، إلا أن النوحيين يُسمحون بأكل دم حيوان حي.

### العهد مع إبراهيم

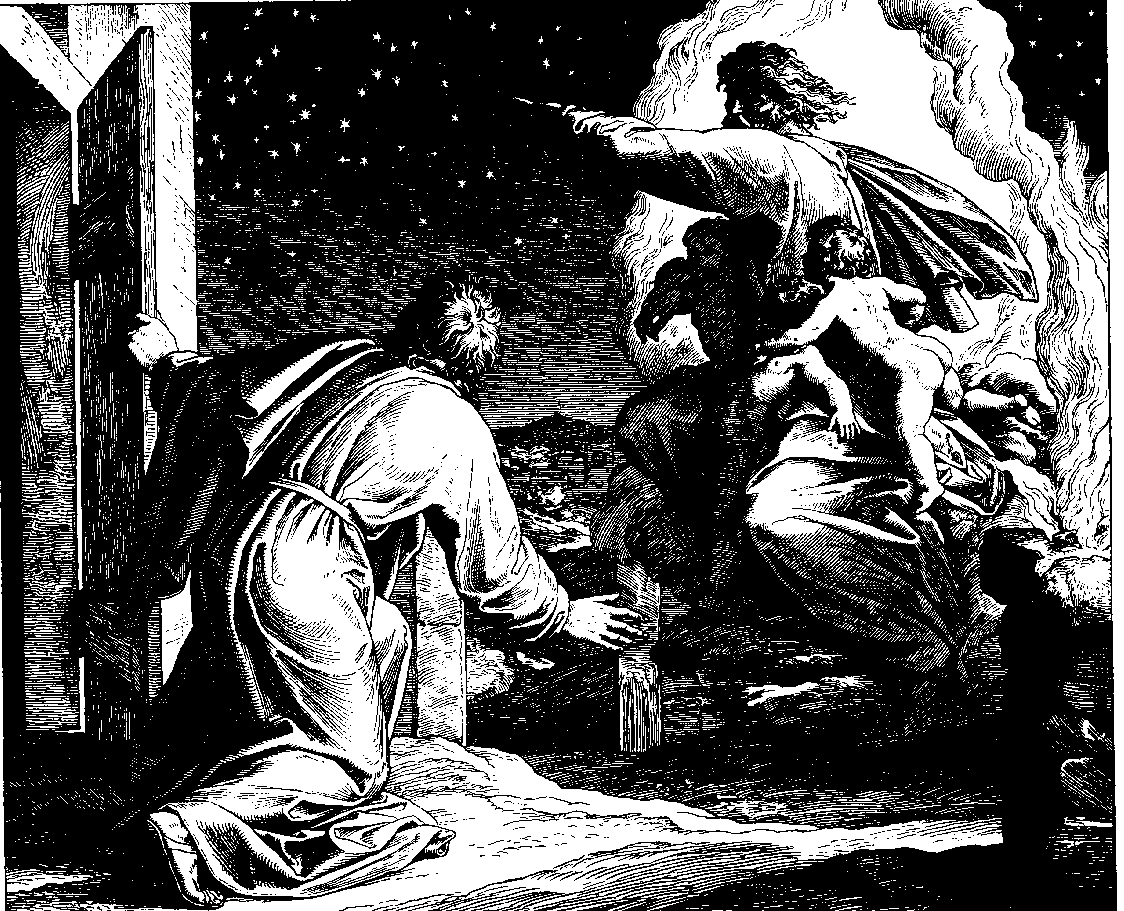
رؤية الرب توجّه أبراهيم لإحصاء النجوم (نقش خشبي بواسطة يوليوس شنور فون كارولسفيلد من الكتاب المقدس المصوّر عام 1860م.

يُعد العهد الذكور في الإصحاح 15 من سفر التكوين المعروف بـ العهد بين القطع هو الأساس لبريت ميلاه (ميثاق الختان) في اليهودية. كان هذا العهد خاصًا لإبراهيم وبنيه ومن تبنّاهم.
اشتمل سفر التكوين على ثلاثة عهود مختلفة لإبراهيم، الأولان كانا وعودًا غير مشروطة أحدهما بمباركة نسلهتكوين 12: 1-3 والآخر بإعطاء نسله كل الأرض من نهر مصر إلى نهر الفراتتكوين 15: 18-21 التي أصبح يُشار إليها لاحقًا بأرض الميعاد أو أرض إسرائيل. أما العهد الثالث، المُسمّى ميثاق الختان فكان مشروطًا بأن يجعل إبراهيم أبًا لأمم كثيرة ونسل كثير ويعطي نسله "كل أرض كنعان"،تكوين 17: 2-9 ما دام إبراهيم وبنيه الذكور يحافظون على شريعة الختان.تكوين 17: 10-14

### العهد مع موسى

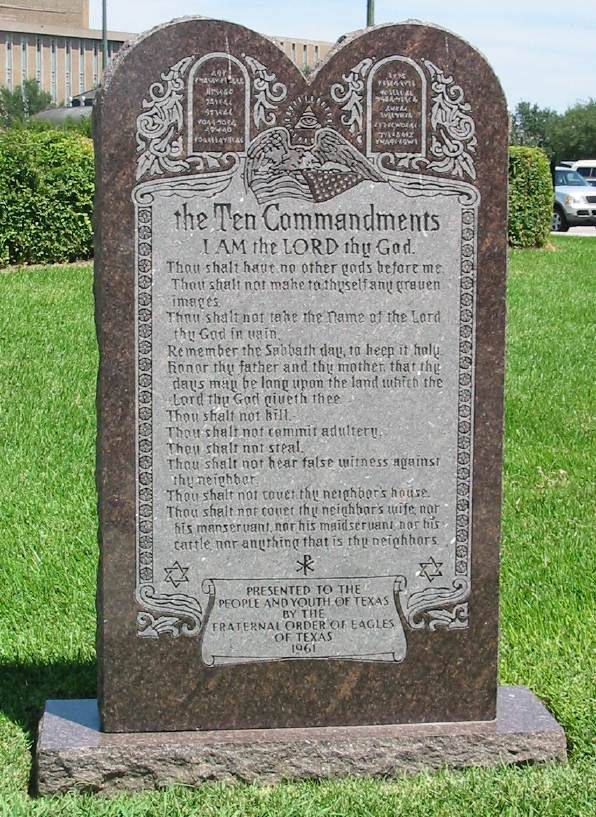
الوصايا العشر منقوشة على تذكار أمام كابيتول ولاية تكساس.

كان العهد الموسوي الذي قُطع مع موسى وشعب إسرائيل في حوريب-سيناء، والمذكور في سفر الخروج في الإصحاحات 19-24 وفي سفر التثنية أساس للتوراة المكتوبة. في هذا العهد، يعد الله أن يجعل بني إسرائيل شعبه المختار من بين جميع الشعوب وأن يكونوا لله "مملكة كهنة وأُمّة مقدسة"خروج 19: 5-6 إذا اتبعوا وصايا الله. وكجزء من شروط هذا العهد، أعطى الله لموسى الوصايا العشر، وبعدئذ رُشّت دماء الثيران التي ذُبحت كقرابين على المذبح وعلى الشعب لختم العهد.خروج 24: 8

## وصلات خارجية
- Jewish Encyclopedia: Covenant
- When God Wanted to Destroy the Chosen People, G. Kugler